# Eemeli Peltonen
 (19 août 2025).
Le texte peut changer fréquemment, n’est peut-être pas à jour et peut manquer de recul. N’hésitez pas à participer, en veillant à citer vos sources.
Pour l’article homonyme, voir Peltonen.
Eemeli Peltonen, né le 15 septembre 1994 à Kerava (Finlande) et mort le 19 août 2025 à Helsinki, est un homme politique finlandais. Membre du Parti social-démocrate, il est élu député lors des élections législatives de 2023. Son corps est retrouvé dans les locaux du Parlement de Finlande le 19 août 2025 ; les circonstances de sa mort sont inconnues.

## Biographie

### Carrière politique
Lasse Eemeli Heikinpoika Peltonen naît le 15 septembre 1994 à Kerava dans le sud de la Finlande. Il s'engage très jeune en politique, étant élu conseiller municipal de Järvenpää dès l'âge de 18 ans. À 22 ans, il prend la tête du conseil municipal et devient le plus jeune à ce poste dans le pays, ce qui est remarqué par les médias,.
Lors des élections législatives de 2023, il est élu député du Parlement de Finlande pour la circonscription d'Uusimaa, sous les couleurs du Parti social-démocrate de Finlande.

### Problèmes de santé et suicide présumé
En juin 2025, il fait état d'un problème de santé ayant mené à une infection du rein, qui l'empêche temporairement de participer aux travaux parlementaires. Il annonce être sous traitement et en arrêt maladie pour l'été.
Le 19 août 2025 dans la matinée, il est retrouvé mort dans l'enceinte du Parlement, à Helsinki. La thèse privilégiée est celle du suicide. Sa mort choque la classe politique finlandaise et de nombreuses personnalités de toutes tendances politiques lui rendent hommage. 